# سرملة (بشتكوه)
سرملة (بالفارسية: سرمله) هي قرية تقع في إيران في Poshtkuh Rural District. يقدر عدد سكانها بـ 21 نسمة بحسب إحصاء 2016.